# Repubblica Sovietica del Donec-Krivoj Rog
La Repubblica Sovietica del Donec e di Krivoj Rog (in russo Донецко-Криворожская советская республика, ДКСР?, Donecko-Krivorožskaja sovetskaja respublika, DKSR) fu una repubblica sovietica costituita il 12 febbraio 1918 nei territori del Donbass e del bacino di Krivoj Rog e che rivendicava i territori a Sud della Repubblica Popolare Ucraina, che comprendevano i governatorati di Ekaterinoslav e di Char'kov, parte di quello del Chersoneso e altre zone oggi nell'oblast' di Rostov.

## Storia
La costituzione della repubblica non incontrò il favore del Comitato Centrale del Partito Bolscevico, che riconosceva come unica autorità in Ucraina la Repubblica Socialista Sovietica (RSSU). Nel marzo-aprile 1918 la Repubblica fu occupata dalle truppe tedesche e dalla capitale Charkiv il governo si spostò dapprima a Lugansk e poi nella RSFS Russa, a Caricyn. In tale fase gli Stati sovietici ucraini furono effettivamente riuniti e il 10 marzo 1919, dopo il ritiro della Germania, venne istituita la Repubblica Socialista Sovietica Ucraina, concludendo definitivamente l'esperienza della repubblica.